# Ring Nord (Ringe)
 For alternative betydninger, se Ring Nord. (Se også artikler, som begynder med Ring Nord)
Ring Nord  er en to sporet omfartsvej der går nord om Ringe. Vejen er en del af sekundærrute 167 der går fra Odense til Gislev. Vejen er med til at lede trafikken fra Svendborgmotorvejen og nord om Ringe, og ud til erhvervsområderne i den nordlige del af byen, så byen ikke bliver belastet af for meget gennemkørende trafik.
Vejen forbinder Hovedvejen i vest med Industrivej i øst, og har forbindelse til frakørsel 12 Ringe N, og Kielbergvej.